# B-EACH TIME L-ONG
『B-EACH TIME L-ONG』（ビーチ・タイム・ロング）は、1985年6月1日に発売された大滝詠一のベスト・アルバム。

## 解説
CBSソニー移籍後リリースされた、『A LONG VACATION』、『NIAGARA TRIANGLE Vol.2』、『EACH TIME』の3枚のアルバムから選曲された10曲に、当時未発表だった新曲「Bachelor Girl」とインストゥルメンタルの「夢で逢えたら」を加えたベスト・アルバム。夏向きの曲が同系統ごとに順番に並べられ全曲、演奏の前に『NIAGARA SONG BOOK』と『NIAGARA SONG BOOK 2』のストリングスが入り、3曲がリミックスされている。全でのアルバムの音のレベルをミキサー吉田保が揃え、デジタル・エディター、デジタル・キュー・エディター、デジタル・ミキシング・コンソールの3機種を用いて大滝詠一自身が、編集作業を行った。吉田は「あたりまえの編集じゃ面白くないと思ったんですよ。普通ならフェードでつなぐんでしょうけど、今回は一切やっていません。たとえばこのCDを使ってヴォーカルだけを聞きたいな、と思った時に普通のやり方だとストリングスの響きが残ってしまうんですよ。だから、ストリングスとヴォーカルを別々に楽しめるようになっているわけです。CDなら頭出しも簡単だからね」「そういう新しさに慣れていただかないと。切れる瞬間の音のレベルをそろえるのが大変でしたね。フェードでやれば簡単なのはわかっているんですけど、もっと自然にね。決してこの編集はうまいとはいえないけど、さっきみたいなことを考えて意図的にチャレンジしてみたのです。だから、もし気が向いたら同じアルバムを使ってこれと同じものを作るのは可能ですよ。ちょっと、遊び半分でもやってみて欲しいな」とインタビューで答えている。なお、「白い港」と「Bachelor Girl」のストリングスは『SONG BOOK』シリーズには未収録で、一部が本作で初収録となった。
本作はCDとカセットのみでリリースされ、ナイアガラ・レーベルの作品中唯一、アナログ盤が存在していない。元々本作はカセットのみでのリリースされる予定だったことから、A、B面を計ってちょうど60分になるように編集された。2025年、「大滝詠一ナイアガラ・レコード50年」記念作品として『B-EACH TIME L-ONG 40th Anniversary Edition』にて重量盤2枚組による、初アナログ化が実現した。

## 収録曲
1. - カナリア諸島にて  –  (5:09)
  - ex. from the album “A LONG VACATION”[注釈 1]
2. - オリーブの午后  –  (4:30)
  - ex. from the album “NIAGARA TRIANGLE Vol.2”[注釈 2]
3. - 夏のペーパーバック  –  (5:22)
  - ex. from the album “EACH TIME”[注釈 3]

ストリングスのあとに続く楽曲パートは、『EACH TIME SINGLE VOX』[注釈 7]収録のシングル・ヴァージョンが使われている。
4. - 恋するカレン  –  (4:23)
  - ex. from the album “A LONG VACATION”[注釈 1]
5. - 白い港  –  (5:10)
  - ex. from the album “NIAGARA TRIANGLE Vol.2”[注釈 2]

オリジナル盤、1989年盤、CD選書シリーズ、『CD BOOK II』とリイシューを重ねるごとにストリングス・パートとオリジナル版のイントロの編集精度が上がっているのが確認できる。
6. - ペパーミント・ブルー  –  (6:50)
  - ex. from the album “EACH TIME”[注釈 3]
7. - 雨のウェンズデイ  –  (6:02)
  - ex. from the album “A LONG VACATION”[注釈 1]
8. - Water Color  –  (5:14)
  - ex. from the album “NIAGARA TRIANGLE Vol.2”[注釈 2]
9. - 銀色のジェット  –  (5:09)
  - ex. from the album “EACH TIME”[注釈 3]
10. - Velvet Motel  –  (5:13)
  - ex. from the album “A LONG VACATION”[注釈 1]
11. - Bachelor Girl  –  (6:32)
  - [New Song]

元々は稲垣潤一への提供曲で、ナイアガラ・レーベル最後のアナログ・シングルとして発売された。当時『EACH TIME』[注釈 3]未収録だったことから、本作では「新曲」として収録されている。
12. - 夢で逢えたら (Instrumental)  –  (3:10)
  - ex. from the album “NIAGARA SONG BOOK”[注釈 4]

## クレジット
| ROMANTIC NIAGARA SUMMER CREATORS |     |
| 永井“Penguin”博 [Illustrator]    |     |
| 養父“Eye-some”正一 [Designer]    |     |
| 吉田“Salt”保 [Mixer]             |     |
| 大瀧“Sugar”詠一 [Producer]       |     |
|                                  | and |
| 松本“The Drummer”隆 [Co-writer]  |     |

## 1989年盤

### 解説
1989年リマスターにて再発。「Velvet Motel」と「Bachelor Girl」がカットされ、全10曲となった。

### 収録曲
1. カナリア諸島にて
2. オリーブの午后
3. 夏のペーパーバック
4. 恋するカレン
5. 白い港
6. ペパーミント・ブルー
7. 雨のウェンズデイ
8. Water Color
9. 銀色のジェット
10. 夢で逢えたら (Instrumental)

### クレジット
| ROMANTIC NIAGARA SUMMER CREATORS |     |
| 永井“Penguin”博 [Illustrator]    |     |
| 養父“Eye-some”正一 [Designer]    |     |
| 吉田“Salt”保 [Mixer]             |     |
| 大瀧“Sugar”詠一 [Producer]       |     |
|                                  | and |
| 松本“The Drummer”隆 [Co-writer]  |     |
|                                  |     |
| Produced by EIICHI OHTAKI        |     |
| Remasterd on Jan.1989            |     |
| Engineer : Teppei Kasai          |     |

## リリース履歴
| # | 発売日         | リリース               | 規格                                      | 品番                             | 備考 |
| - | -------------- | ---------------------- | ----------------------------------------- | -------------------------------- | --- |
| 1 | 1985年6月1日   | ナイアガラ ⁄ CBSソニー | CD                                        | 32DH 250 (NGCDD-7-OM)            | CDとカセットのみで発売。 |
| 2 | 1985年6月1日   | ナイアガラ ⁄ CBSソニー | CT                                        | 28KH 1700 (NGCA-127, 128-OM)     | CDとカセットのみで発売。 |
| 3 | 1989年6月1日   | ナイアガラ ⁄ CBSソニー | CD                                        | 27DH 5305 (NGCD-7-OM)            | 1989年リマスター。「1989 RE-MASTER」のステッカーが貼られる。新たに再編集され、2曲がカットされる。 |
| 4 | 1989年6月1日   | ナイアガラ ⁄ CBSソニー | CT                                        | 25KH 5305 (NGCA-1015-OM)         | 1989年リマスター。 |
| 5 | 1991年3月21日  | ナイアガラ ⁄ CBSソニー | CD                                        | CSCL 1666 (NGCD-7-OM)            | CD選書シリーズの一枚。オリジナルの内容に戻る。 |
| 6 | 1997年10月22日 | ナイアガラ ⁄ ソニー    | MD                                        | SRYL 7325 (NGMD-6-OM)            | MD選書シリーズの一枚。全12曲。 |
| 8 | 2015年3月21日  | ナイアガラ ⁄ ソニー    | CD                                        | SRCL 8707                        | 『NIAGARA CD BOOK II』(12CD:SRCL 8700-11)の中の一枚。発売当時のアナログ編集技術では出来なかった本人の意図通りの編集を施した完成版。最新リマスター音源使用。                                                                           |
| 8 | 2015年3月21日  | ナイアガラ ⁄ ソニー    | デジタル・ダウンロード                    | -                                | 通常音質（全12曲：AAC 128/320kbps） |
| 8 | 2025年3月21日  | ナイアガラ ⁄ ソニー    | 12インチアナログレコード [2枚組 · 重量盤] | SRJL 1166~1167【完全生産限定盤】 | - 『B-EACH TIME L-ONG 40th Anniversary Edition』 - 初アナログ化による40周年記念盤。ディスクが透明のカラーヴァイナル仕様。レコードには永井博のイラストによるデザインのB2サイズポスターも同梱。                                         |
| 8 | 2025年3月21日  | ナイアガラ ⁄ ソニー    | 2CD                                       | SRCL 13100~1【通常盤】           | - 『B-EACH TIME L-ONG 40th Anniversary Edition』 - CDのDisc-1にはオリジナル盤の2025年最新リマスタリング音源を収録。Disc-2には1984年6月にプロモーション・オンリーで発表されたカセットテープ『Summertime, Each time '84』の音源を収録。 |
| 8 | 2025年3月21日  | ナイアガラ ⁄ ソニー    | デジタル・ダウンロード                    | -                                | 通常音質（全25曲：AAC 128/320kbps） |
| 8 | 2025年3月21日  | ナイアガラ ⁄ ソニー    | デジタル・ダウンロード                    | -                                | ロスレス（全25曲：FLAC 44.1kHz/16bit） |